# Seznam říšských území odstoupených po míru v Lunéville
Tento článek zachycuje seznam území, která musely Svatá říše římská či její sousedé odstoupit Francii nebo jejím spojencům následkem podpisu mírové smlouvy v Lunéville.

## Přehled území obsazených Francií či Švýcarskem do roku 1802

Svatá říše římská po míru z Lunéville

Hvězdička* znamená, že vladař příslušného území ztratil veškerá svá suverénní (říšsky bezprostřední) území. V seznamu jsou uvedeny i oblasti, které byly říši odcizeny až po podpisu míru (panství Tarasp), ale přesto jako přímý důsledek mírové smlouvy. Místní názvy jsou v seznamu psány podle dobového pravopisu. Pokud se tento liší od současného, pak s elektronickým odkazem v současném oficiálním tvaru, platným v dané zemi.

### Státy, které byly před válkou s Francií součástí Svaté říše římské a byly obsazeny Francií

#### Říšská duchovní i světská kurfiřtství a knížectví či jejich části s platným či bývalým virilním hlasem říšského sněmu
- jádrové oblasti kurfiřtské arcibiskupství Kolín (s výjimkou Vestfálského vévodství, okresu Recklinghausen a rýnských pravobřežních výběžku Deutz, Königswinter, Linz a Neustadt) (kurfiřt-arcibiskup kolínský)
- většina kurfiřtského arcibiskupství Trevír (vše s výjimkou okresů Limburg, Sayn a Montabaur) (kurfiřt-arcibiskup trevírský)
- malá část kurfiřtského arcibiskupství Mohuč s hlavním městem, dále okolím Bingenu a Neu-Bambergu (kurfiřt-arcibiskup mohučský)
- knížecí biskupství Lutych* (volený kníže-biskup)
- knížecí biskupství Basilej (volený kníže-biskup)
- téměř celé knížecí biskupství Worms (volený kníže-biskup)
- polovina knížecího biskupství Špýr (volený kníže-biskup)
- spojená okněžněná opatství Stablo a Malmédy* (volený-kníže opat)
- okněžněné opatství Prüm* (volený kníže-opat, nyní v personální unii s Kurfiřtstvím trevírským)
- exklávy knížecího biskupství Kostnice ve Francii (volený kníže-biskup)
- exklávy johanitského okněžněného velkopřevorství ve Francii: v Alsasku a Lotrinsku
- Rakouské Nizozemí (císař)
- vévodství Lucemburk (císař)
- část Kurfiřtské Falce na levém břehu Rýna, konkrétně okrsky Frankenthal, Ingelheim, Pfeddersheim a Alzey (falcko-bavorský kurfiřt)
- falckrabství (též zvaná vévodství) Simmern a  Zweibrücken (Dtto.)
- falckrabství (též zvaná knížectví) Veldenz a  Lautern (Dtto.)
- vévodství Jülich (kurfiřt falcko-bavorský)
- vévodství Arenberg (vévoda z Arenbergu)
- okněžněné hrabství Horní Salm (též zvané Knížectví Salm-Salm), panství Rhauen a ves Mindesheim (kníže Salm-Salm)
- okněžněné hrabství Württembersko-mömpelgardské (vévoda Württemberský)
- "Okněžněné pustinné hrabství" Kyrburg a panství Kirchenbollenbach a Löllbach (kníže Salm-Kyrburg)
- vévodství Geldern (král pruský)
- část vévodství Kleve, resp. jeho část na levém břehu Rýna (Dtto.)
- vévodství Limburg (císař)
- bádenské državy na levém břehu Rýna v Alsasku: Beinheim a alsaské statky opatství Schwarzach (markrabě bádenský)
- württemberské exklávy ve Francii: v bývalém Franche-Comté a v Alsasku (Dtto.)
- exkláva Selz s bývalým klášterem a exkláva Bischweiler v Alsasku (kurfiřt falcko-bavorský)

#### Říšská hrabství, knížectví, panství a kláštery skuriátním hlasem na říšském sněmuči skrajským stavovstvím,svobodná říšská města
- hrabství Ligne* (též zvané Fagnolles) (kníže de Ligne)
- spojené hrabství Blankenheim a Geroldstein* (hrabě Šternberk-Manderscheid)
- knížectví Moers (král pruský)
- hrabství Saarwerden a panství Kirchheim, Stauf a Donnersberge (kníže nasavsko-weilburský jako dědic knížete nasavsko-saarbrückenského)
- část hrabství Katzenelnbogen záp. od Rýna, konkrétně okres Sankt Goar (lankrabě hesensko-kasselský)
- hrabství Schleiden,  panství Saffenburg a jejich exklávy (hraběnka z Marky, ovdovělá vévodkyně z Arenbergu)
- hrabství Leiningen-Dagsburg* (společně kníže* a dvě hrabata z Leiningenu* a dvě hrabata z Leiningen-Westerburgu)
- hrabství Nasavsko-saarbrückenské (kníže nasavsko-usingenský jako dědic knížete nasavsko-saarbrückenského)
- hrabství Hanavsko-lichtenberské (lankrabě hesensko-kasselský, lankrabě hesensko-darmstadtský)
- panství Lemberg (lankrabě hesensko-darmstadtský)
- "Pustinné hrabství" Dhaun* ("pustinná a porýnská hrabata" Salm-Grumbach a Salm-Rheingrafenstein (posl. rod r. 1797 vymřel, dědicem hrabě Salm-Grumbach)
- "Porýnské hrabství" Grumbach* ("pustinný a porýnský hrabě" Salm-Grumbach)
- "Porýnské hrabství" Rheingrafenstein* ("pustinný a porýnský hrabě" Salm-Rheingrafenstein, dědicem hrabě Salm-Grumbach)
- říšské purkrabství Rheineck* (hrabě Sinzendorf)
- panství Bliescastel, Münchweiler am Glan, Otterbach a Lambach, Burweiler a Wernesberg, Oberkirchen bei St. Wendel, Leiningen im Hunsrück, Adendorf bei Bonn a Saffig (hrabě von der Leyen)
- panství Bretzenheim* (kníže Bretzenheim)
- hrabství Gronsveld* (hrabě Toerring-Jettenbach)
- hrabství Wartenberg* (hrabě Wartenberg, hrabě Sickingen)
- hrabství Virneburg (hrabě Löwenstein-Wertheim-Virneburg)
- panství Dagstuhl* (hrabě Oettingen-Baldern, dědicové hraběnka Oettingen-Baldern, provdaná kněžna Colloredo-Mannsfeldová a kníže Oettingen-Wallerstein)
- hrabství Sponheim a panství Gräfenstein (markrabě bádenský)
- spojená panství Winneburg a Beilstein* (hrabě Metternich)
- hrabství Falkenstein (císař)
- hrabství Crichingen (kníže Wied-Runkel)
- panství (též zvané hrabství) Dyck* (starohrabě Salm-Reifferscheid-Dyck)
- hrabství Kerpen a Lommersum* (hrabě Schaesberg)
- hrabství Reckheim* (hrabě Aspremont-Lynden)
- panství Myllendonck* (hrabě Ostein)
- panství Pirmont v kraji Eifel a panství Königsfeld (hrabě Waldbott-Bassenheim)
- hrabství Wittem a  panství Eyß* (hrabě Plettenberg-Wittem)
- panství Wyckrath a  Schwanenberg* (hrabě Quadt)
- hrabství Horn a panství Pol a Panheel* (volený kníže-biskup lutyšský)
- hrabství Olbrück (hrabě Waldbott von Bassenheim, svobodný pán Waldbott von Bornheim*)
- panství Reifferscheid* (starohrabě Salm-Reifferscheid-Bedbur)
- panství a kondominia Wildenburg,  Tronecken, Wörstadt a  Flonheim (knížata Salm-Salm a Salm-Kyrburg*, hrabě Salm-Grumbach*)
- ves a kondominium Weddersheim * (kníže Salm-Kyrburg, hrabě Salm-Grumbach)
- panství Reipoltskirchen (hraběnka von Parkstein, provdaná kněžna Isenburg-Birstein a hraběnka von Hillesheim*)
- okněžněné opatství Kornelimünster* (volený kníže-opat)
- říšské opatství Burtscheid* (volená abatyše)
- okněžněný ženský konvent Thorn* (volená kněžna-abatyše)
- opatství Echternach (volený opat)* - Echternach pod částečnou lucemburskou svrchovaností
- komenda Řádu německých rytířů Elsen* (zemský komtur v Koblenci)
- svobodné říšské město Kolín*
- svobodné říšské město Cáchy*
- svobodné říšské město Špýr*
- svobodné říšské město Worms*
- městské panství a kondominium Maastricht* (volený kníže-biskup lutyšský a Republika Spojených nizozemských provincií)

#### Rytířské statky,kondominiaa jiná drobnánestavovskáanekrajskáříšská panství
- panství (též zvané hrabství) Ebernburg-Sickingen a panství Landstuhl* (hrabě Sickingen)
- říšské léno Burgvey a Mechernich (hrabě Nesselrode-Reichenstein)
- hrabství Püttlingen a  panství Scharfeneck (kníže Löwenstein-Wertheim-Rochefort)
- panství Dreis* (opat z Echternachu)
- panství Hemsbach a Neumagen (kníže Sayn-Wittgenstein-Berleburg)
- panství Rhodt (markrabě bádenský)
- Kolegiátní kapitula Sint-Servaas* (svatého Serváce) v Maastrichtu (volený probošt) - v rámci města a okolí bezprostřední pouze vlastní budovy kapituly
- Kondominium a říšské léno Lontzen (společně císař - z titulu vévody limburského - a probošt cášské kolegiátní kapituly při chrámu P. Marie, jako podléno kapituly držela hraběnka d'Auxy, rozená říšská hraběnka von Hochsteden)
- panství Fessenheim Řádu německých rytířů (zemský komtur z Altshausenu)
- komenda Ober-Flöhrsheim Řádu německých rytířů (zemský komtur z Koblence)
- komenda Sint-Pieters-Voeren v Limbursku (zemský komtur z Biesenu)
- panství Hundling Řádu německých rytířů (zemský komtur v Metách)
- statek Wylre* (šlechtic von Klein)
- statek Vaesrade* (kolegiátní kapitula kostela Sint Servaas v Maastrichtu)
- statek Wijnandsrade* (svobodný pán von Bongard)
- panství Stein* (baron de Kinský (nizozemská, evangelická větev českého rodu), dědicové (postupně): hraběnka van der Mark, provdaná svobodná paní von Miaskowski a hraběnka von Wickenburg)
- svobodné panství Pietersheim* (říšský hrabě Merode, rovněž markýz z Westerloo)
- panství Rohrbach, Hirschfeld, Katz a Scharfenstein (kníže Solms-Braunfels)
- panství Oberstein* (hrabě Limburg-Styrum)
- panství Schlenacken* (hrabě von Goltstein, hrabě Plettenberg-Wittem)
- panství Schwarzenholz* (opatství Fraulautern v Saarlouis)
- statek Schönau* (šlechtic von Blauche)
- okrsky Rheinfels a Pfalzfeld (lankrabě hesensko-rothenburský pod volnou svrchovaností Hesensko-Kasselska)
- říšská léna  Beuthal a Brétigny v Alsasku* (šlechtic von Seubert)
- svobodné panství Richold* (svobodný pán de Bounam de Ryckholt)
- svobodné panství Hörstgen* (svobodný pán von dem Knesebeck)
- svobodné panství (zvané "svobodné říšské město") Kessenich* (baron van Kessenich)
- hradské léno Warsberg (svobodný pán von Warsberg)
- hradské léno Landskron* (svobodný pán von Clodt, dědic svobodný pán von und zum Stein)
- statek Eisden* (junker van Mewen)
- panství a kondominium Eijsden* (společně Republika spojených nizozemských provincií a Spojené okněžněné opatství Stablo a Malmédy
- panství a kondominium Frankenstein a Hochspeyer (společně kníže Leiningen, kurfiřt falcko-bavorský a svobodný pán von Wallbrunn*) - walbrunnská část patřila pod rytířský kanton Horní Rýn
- panství a kondominium Wörstein (společně kurfiřt-arcibiskup mohučský a kníže nasavsko-weilburský)
- panství a kondominium Stolzenberg (společně císař a kurfiřt falcko-bavorský)
- panství a kondominium Haßloch (společně kníže Leiningen* a kurfiřt falcko-bavorský)
- panství a kondominium Lebach (společně kurfiřt trevírský a kurfiřt falcko-bavorský)
- exkláva Neuhemsbach (kníže Sayn-Wittgenstein-Berleburg)
- exkláva Awans v Lutyšsku (kurfiřt trevírský jako kníže-opat z Prümu)
- exkláva Epen (abatyše z Burtscheidu)
- panství a kondominium Kappeln (společně hrabě Boos von Waldeck a "Pustinný a porýnský hrabě" Salm-Grumbach*) - část Boosů z Waldecku spadala pod rytířský kanton Dolní Rýn
- panství a kondominium Hillesheim (společně císař a hrabě von Riacour*) - část hraběte von Riacour spadala pod rytířský kanton Horní Rýn
- panství a kondominiu Weiler (markrabě bádenský, fojt a svobodný pán von und zu Hunolstein, zvaný von Steinkallenfels*, svobodný pán von Schmidtburg zu Weiler*) - hunolsteinská a schmidtburská část spadala pod rytířský kanton Dolní Rýn
- panství a kondominium Boos (společně kurfiřt falcko-bavorský a fojt svobodný pán von und zu Hunolstein, zvaný von Steinkallenfels*) - hunolsteinská část spadala pod rytířský kanton Dolní Rýn
- panství a kondominium Duchroth (společně kurfiřt falcko-bavorský a svobodný pán von Fürstenwärther*) - část svobodného pána von Fürstenwärther spadala pod rytířský kanton Dolní Rýn
- nedílové panství Steinbach
- svobodné polesí (tzv. Haingeraide) severozápadně od Landau* (společenství lesníků)
- svobodné říšské rytířstvo ve Falci a v Dolním Alsasku, alsaská část rytířského kantonu Ortenau a kantony Horní a Dolní Porýní[2]
  -  Kanton Horní Rýn
    - rytířská panství Herrnsheim, Essingen a statek Kroopsburg (svobodný pán Dahlberg zu Herrnsheim)
    - rytířská panství Gommersheim a Altdorf (hrabě Degenfeld-Schomburg)
    - rytířské statky  Burweiler a Modenbacher Hof (hrabě von der Leyen)
    - rytířská panství Fußgönheim a Heuchelheim (hrabě von Hallberg)
    - rytířské panství Fürfeld a statek Würzweiler (svobodný pán von Kerpen)
    - rytířské panství Gauersheim (svobodný pán Walbrunn zu Gauersheim)
    - rytířské panství Weitersweiler (svobodný pán Wambold von und zu Umstadt)
    - rytířské panství Heßloch (svobodný pán Dahlberg zu Heßloch)
    - rytířské panství Nack a statek Niederwiesen (fojt a svobodný pán von und zu Hunolstein)
    - rytířské panství Altbaumberg (hraběnka von Parkstein, provdaná kněžna Isenburg-Birstein)
    - rytířské panství Iben (svobodný pán Schenk zu Schmidburg)
    - rytířské panství Gau-Köngernheim (kníže Löwenstein-Wertheim-Rochefort)
    - rytířský statek Bermersheim (konvent světských šlechtických kanovnic Eibingen)
    - rytířské panství Badenheim (hrabě Schönborn)
    - rytířský statek Planig* (kníže Bretzenheim)
    - rytířské statky Rudelsheim, Hahnheim a Friesenheim (svobodný pán von Dienheim)
    -  rytířské nedílové panství Bechtolsheim (společně svobodný pán Beckers zu Weterstetten, svobodný pán von Dahlberg zu Heßloch, svobodný pán von Dienheim, hrabě von Hallberg, svobodný pán Knebel von Katzenelnbogen, svobodný pán von Mauchenheim, zvaný von Berchtolsheim, svobodný pán Sturmfeder von und zu Oppenweier, svobodný pán von Wallbrunn zu Gauersheim, svobodný pán von Wallbrunn zu Partenheim a svobodný pán von Wallbrunn zu Nieder-Saulheim)
    - rytířské panství Gabsheim (svobodný pán von Dahlberg zu Heßloch)
    - rytířské nedílové panství Schornsheim (společně svobodný pán von Dienheim, svobodný pán von Langwerth zu Simmern a svobodný pán von Walbrunn zu Partenheim)
    - rytířské panství Udenheim (kurfiřt falcko-bavorský)
    - rytířský statek Köngernheim* (hrabě von Sickingen)
    - rytířské panství Mommenheim (svobodný pán von Walbrunn zu Gauersheim)
    - rytířské panství Lörzweiler (svobodný pán von Hettersdorf)
    - rytířské nedílové panství Partenheim (společně svobodný pán von Wallbrunn zu Partenheim a svobodný pán Wambolt von und zu Umstadt)
    - rytířský statek Sörgenloch (kurfiřt-arcibiskup mohučský)[3]
    - rytířské panství Wendersheim (hrabě von und zu Eltz, zvaný Faust von Stromberg)
    - rytířské panství Reichshoffen* (svobodný pán von Dietrich)
    - panství a kondominium Hillesheim (viz výše)

  -  Kanton Dolní Rýn
    -  rytířské svobodné panství Dalberg* (svobodný pán von Dalberg zu Dalberg)
    - rytířské panství Neubaumberg (kurfiřt falcko-bavorský)
    -  hradské rytířské léno Eltz* (hrabě von und zu Eltz, zvaný Faust von Stromberg)
    -  rytířské panství Schweppenhausen* (hrabě zu Ingelheim)
    -  rytířské panství Scharfeneck (kníže Löwenstein-Wertheim-Rochefort)
    - hradské rytířské léno Lissingen* (svobodný pán von Zandt zu Merl)
    -  hradské rytířské léno Ehrenburg* (svobodný pán von Clodt, dědic svobodný pán von Stein)
    - rytířské panství Sötern (hrabě Oettingen-Baldern, dědicové hraběnka Oettingen-Baldern, provdaná kněžna Colloredo-Mannsfeldová a kníže Oettingen-Wallerstein)
    - rytířská panství  Kerpen a Rouhling (Ruhlingen)* (svobodný pán von Kerpen)
    -  rytířské panství Bürresheim* (svobodný pán von Breitbach, dědic hrabě von Renesse)
    - rytířské nedílové panství La Motte* (společně svobodný pán Hagen zur Motten a rytíř von Sötern)
    -  rytířské panství Lösnich (hrabě von Kesselstatt)*
    -  rytířské panství Münchweiler an der Alsenz (hrabě von Wiser)
    - rytířské panství Sembach (hrabě Kolb von Wartenberg)
    - rytířské panství Eberswald (hrabě von Dürckheim)
    - rytířské panství Gelsdorf* (rytíř von Gruben)
    - rytířské panství Montfort (kurfiřt falcko-bavorský)
    - rytířský statek Ruchheim* (hrabě von Hallberg)
    - rytířské panství Gaulsheim* (hrabě von Ingelheim, panství členem rytířstva a zároveň volné léno Mohučského kurfiřtství)
    - rytířské panství Otterbach (hrabě von der Leyen)
    - rytířské panství Schallodenbach (svobodný pán von Sickingen-Schallodenbach)
    - rytířské panství Dörrmoschel se statkem Teschenmoschel (svobodný pán von Schnorrenberg und Steinkallenfels)
    - rytířská panství Abtweiler a Merxheim (fojt a svobodný pán von und zu Hunolstein, zvaný von Steinkallenfels)
    - rytířský statek Argenschwang (markrabě bádenský)
    - rytířské statky Wasenbach a Hüfelsheim (svobodný pán Boos von Waldeck und Montfort)
    - rytířský statek Mandel (kníže Bretzenheim)
    - rytířské statky Rheinstein a Lendershof (svobodný pán von Eyß)
    - rytířské panství Schöneberg a statek Waldhilbersheim (hrabě zu Ingelheim)
    - rytířský nedílový statek Burg Leyen (společně kníže Bretzenheim, hrabě von und zu Eltz, zvaný Faust von Stromberg a svobodný pán von von Fürstenwärther)
    - rytířský nedílový statek Rümmelsheim (společně kníže Bretzenheim a hrabě von und zu Eltz, zvaný Faust von Stromberg)
    - rytířský nedílový statek Wald-Erbach (společně svobodný pán von Dahlberg zu Dahlberg a rytíř von Reliqué)
    - rytířský statek Ehr (konvent světských šlechtických katolických kanovnic Marienberg v Boppardu)
    - rytířský nedílový statek Siebenborn (společně konvent světských šlechtických katolických kanovnic Marienberg v Boppardu a svobodný pán von Reiffenberg)
    - rytířský statek Karbach (svobodný pán von Stein zu Nassau)
    - panství a kondominia Kappeln, Weiler, Boos a Duchroth (viz výše)

#### Území na okraji říše, volně s ní svázaná
- vévodství Bouillon* (vévoda z rodu La Tour d'Auvergne, příslušnost k říši byla již před Francouzskou revolucí jen čistě formální a vévodství stálo pod kontrolou Francie)

##### Italská část říše

###### Nejdůležitější státy
- pevninská část Sardinského království, tj. Knížectví Piemont,  Savojské vévodství a  Montferratské vévodství (sardinský král ze Savojské dynastie)
- Milánské vévodství,  Mantovské vévodství a  Castiglionské knížectví (císař)
- spojená vévodství  Parma,Piacenza a  Guastalla* (vévoda z rodu Bourbon-Parma)
- spojená vévodství Modena a Reggio* (vévoda z rodu Este)
- vévodství Mirandolla, hrabství Novellara (vévoda z Modeny a Reggio)
- spojené vévodství Massa a knížectví Carrara (vévoda z rodu Cybo-Malaspina*, dědic, vévoda modenský)
- hrabství Limonta, Civenna a Campione* (opat kláštera S. Ambrogio v Miláně)
- Knížectví Piombino* (říšský kníže Boncompagni-Ludovisi)
- Knížectví Soragna* (říšský kníže z rodu Meli-Lupi)
- knížectví Monte Santa Maria* (kníže Bourbon del Monte Santa Maria)
- knížectví Scavolino* (kněžna Carpegna-Gabrieli)
- knížectví Toriglia* (kníže Doria-Pamphilli-Landi)
- tzv. "Stato Borromeo"* (markýz de Angera z rodu Borromeo)
- markýzství Vescovado* (kníže Gonzaga di Vescovado)
- markýzství Crevacuore*(kníže a markýz Ferrero di Fieschi, kníže z Masserana)
- panství Bagnaria* (kníže Doria)
- knížectví Torriglia* (kníže Doria-Pamphili-Landi)
- panství Cecima a San Ponzio* (biskup pávijský)
- markrabství Finale* (republika Janov)
- markýzství Fosdinovo, Granolo a Licciano Grandi, panství Grondona* (kníže Malaspina di Fosdinovo)
- markýzství a říšské léno Gazoldo* (markýz z rodu Ippoliti da Gazoldo)
- markýzství Savignone, Casella,  Croce Fieschi a Vobbia (markýz Ferrero di Fieschi)

###### Drobnější území, říšská léna apod.
- markýzství Campo Ligure a Campofredo (markýz Spinola di San Lucca)
- říšská léna v Piemontu: Tortona, Voghera, Castelnuovo Bormida, Castelnuovo Scrivia, Capriata d´Orba, Francavilla Bisio, Montaldeo, Mornese, Arquata Scrivia, Isola del Cantone, Ronco Scrivia, Carcare a Millesimo (král sardinský)
- markýzství a říšská léna v Piemontu a Ligurii  Spigno a Ceva,  Varzi, Sagliano, Fortunago, Gravanago, Montepicco, Sant´Eusebio, Stephanago, Staghilione, Valverde, Sant´Albano, Santa Margherita, Pregola a Campi, Orezzoli a Volpedo, Fabbrica Curone, Bosmenso a Monteforde, Piumesana (markýzové z rodu Malaspina, svrchovanost král sardinský)
- knížectví a říšské léno v Piemontu Oneglia (král sardinský)
- markýzství a říšské léno Montemarzino v Piemontu (král sardinský)
- hrabství a říšské léno Loano v Ligurii (král sardinský)
- hrabství (říšské léno) Tassarolo v Piemontu (král sardinský)
- panství a říšské léno Castel d´Ario v Lombardii (kníže-biskup tridentský)
- hrabství a říšské léno Maccagno v Lombardii (markýz Borromeo di Angera)
- panství a říšská léna San Martino Gusnago, Soave, Valsolda,  v Lombardii (císař)
- baronie (říšské léno) Retegno v Lombardii (císař)
- markýzství (říšské léno) San Secondo v Emilii* (markýz z rodu Rossi)
- markýzství (říšské léno) Zibello v Emilli* (markýz z rodu Pallavicini)
- hrabství (říšské léno) Rolo v Emílii (císař)
- říšská léna v Ligurii: Arenzano, Cogoleto, Masone, Lavagna, Voltaggio, Savignone a Busalla* (volený dóže janovský)
- říšská léna v Ligurii v rukou Carretů: Calizzano, Osiglia, Bormida, Pallare a Carcare (pán Dell Carreto, svrchovanost král sardinský)
- toskánská říšská léna v Ligurii: Rocchetta di Vara, Calice dal Cornoviglio, Fivizzano, Treschietto, Bagnone a Terziere, Pontremoli aj.* (velkovévoda toskánský)
- markýzství a říšské léno Dolceacqua v Ligurii (král sardinský)
- markýzství Petrella (kníže Bourbon del Monte*, papežský protektorát)
- markýzství Sorbello* (kníže Bourbon del Monte, toskánský protektorát)
- hrabství Vernio a Cantagallo v Toskánsku* (hrabě z rodu Bardi)
- hrabství Montauto v Toskánsku* (hrabě Barbolani di Montauto)
- markýzství Tresana a Giovagallo v Toskánsku* (kníže Corsini di Sismano, toskánský protektorát)
- markýzství Mulazzo* v Toskánsku (markýz z rodu Malaspina, toskánský protektorát)
- markýzství Groppoli v Toskánsku* (markýz z rodu Brignole Sale, toskánský protektorát)
- hrabství a říšská léna  Pitigliano a Ottieri v Toskánsku* (velkovévoda toskánský)
- hrabství Santa Fiora v Toskánsku* (hrabě z rodu Sforza-Casarini, rovněž kníže di Genzano)

### Suverénní říšská území zahrnutá do nově zřízené Batávské republiky

Mapa bývalé Republiky Spojených provincií zobrazuje také drobná říšská i neříšská svrchovaná panství uvnitř jejího teritoria

- panství Ravenstein (falcko-bavorský kurfiřt)
- komenda Gemert s panstvím Řádu německých rytířů (zemský komtur v Biesenu)
- klévské rýnsko-pravobřežní okresy, výběžky a exklávy Sevenaer, Huissen, Mahlburg a Wehl (král pruský)
- hrabství Bokhoven* (hrabě a téměř suverénní vlastník: hrabě de Montmorency-Tancarville, rovněž kníže de Robecq, markýz de Seignelay etc.; formální lenní pán: volený kníže biskup lutyšský)

### Státy a území, která byla před válkou s Francií součástí Svaté říše římské a byla odstoupená Švýcarsku
- panství Tarasp* (kníže Ditrichštejn)
- exklávy knížecího biskupství Kostnice (volený kníže-biskup)
- okněžněné opatství St. Gallen* (volený kníže-opat) - opat byl spoluvládcem spolu se zástupci Spříseženství
- okněžněné opatství Muri* (volený kníže-opat) - bezprostřední jen vlastní budovy kláštera
- okněžněné opatství Disentis* (volený kníže-opat) - opat byl spoluvládcem spolu se zástupci Spříseženství
- okrsek Frickthal (součást Breisgau, císař)

### Státy nenáležející ke Svaté říši římské, obsazené Francií a pojaté do Míru v Lunéville
- svobodné město Mühlhausen v Alsasku (původně svobodné říšské město, od r. 1648 již jen součást Švýcarského spříseženství, vůči Francii i říši suverénní)
- velkovévodství Toskánské* (velkovévoda z rodu Habsbursko-Lotrinského) - někdy počítáno za součást Svaté říše římské
- Janovská republika* (volený dóže)
- Republika Lucca* (volený gonfaloniere)
- Republika Noli* (volený senát, pod svrchovaností Janova)
- tzv. Stato dei Presidi (doslova "Stát pevností", součást Neapolska, král neapolský a sicilský z rodu Bourbon-Obojí Sicílie)
- knížectví Masserano* (kníže Ferero di Fieschi, markýz z Crevacuore, pod svrchovaností papežského státu)
- markýzství Olivola, Pallevone a Suvero* (markýz z rodu Malaspina)
- markrabství Vasto a Pescara* (říšský kníže d'Avalos d'Aquino d'Aragonia)
- panství Albera Ligure (papež)

### Neříšská panství začleněná do tzv. Batávské republiky
- Republika spojených nizozemských provincií* (malé oblasti na jihu zůstaly součástí Francouzské republiky) (dědičný místodržící z rodu Oranžsko-Nasavských s titulem princ oranžský, kníže nasavsko-hadamarský, nasavsko-dillenburský, nasavsko-siegenský, hrabě z Dietzu etc.)
- panství (ostrov) Ameland* (princ oranžský etc. jako přímý feudální vlastník a vládce)
- baronie IJsselstein* (Dtto.)
- hrabství Culemborg* (Dtto.)
- hrabství Buren* (Dtto.)
- hrabství Megen* (hrabě Schall von Bell)
- panství Boxmeer (kníže Hohenzollern-Sigmaringen)

## Ztráty v podobě závislých šlechtických statků, úřadů a privilegií

### Říšské majetky, práva a příjmy zabrané Francií
V případě běžných feudálních panství přišli jejich vlastníci obvykle jen o poddanské dávky a soudní či správní vrchnostenské pravomoci, držba dominikálních pozemků bývala obvykle zachována.
- vévodství Aarschot v Rakouském Nizozemí (vévoda Arenberg)
- hrabství Manderscheid v Lucembursku (hrabě Šternberk-Manderscheid)
- hrabství Dolní Salm v Lucembursku (kníže Salm-Reifferscheid-Raitz)
- panství Hesperingen v Lucembursku (markrabě bádenský)
- hrabství Beaumont,  panství La Rœulx a další statky v Rakouském Nizozemí (vévoda Croÿ-Solrë)
- hrabství Neufschậteau a Herbimont, panství Chassepierre a Cugnon v Lucembursku (kníže Löwenstein-Wertheim-Rochefort)
- panství Agimont v Rakouském Nizozemí (Dtto.)
- vévodství Hoogstraeten v Rakouském Nizozemí (kníže Salm-Salm)
- knížectví Gavre (Gaveren) v Rakouském Nizozemí (kníže z rodu Pignatelli, rovněž vévoda z Bissacia)
- pozemky v Rakouském Nizozemí (zejména knížectví Tour et Tassis) (kníže Thurn-Taxis)
- knížectví Everbergh,  markrabství Westerloo,  hrabství Olen a  baronie Ronse v Rakouském Nizozemí,  hrabství Montfort v Limbursku a další statky v Lucembursku, biskupství Lutych a Rakouském Nizozemí (říšský hrabě Merode, rovněž markýz z Westerloo, kníže z Rubempré a Everbergh atd.)
- panství Merode ve vévodství Jülich (Dtto)
- knížectví Ligne, baronie Antoing, baronie Belœil a další statky v Rakouském Nizozemí (kníže de Ligne)
- panství Mouffrin a Baillonville v knížecím biskupství Lutych (kníže Hohenzollern-Hechingen)
- hrabství Nyel a další panství a statky vévodů v Rakouském Nizozemí a Limburském vévodství (vévoda Looz-Corswarem)
- markrabství Bergen-op-Zoom v Rakouském Nizozemí (kurfiřt falcko-bavorský)
- vévodství Hoboken v Rakouském Nizozemí (vévoda d´Ursel van Hoboken)
- knížectví Berghes (Grimbergen) v Rakouském Nizozemí (hraběnka z Merode, rozená hraběnka d'Ongnies de Mastaing, rovněž kněžna z Grimbergen)
- markrabství Florennes, panství Spontin v Lutyšském knížecím biskupství, pozemky v Rakouském Nizozemí (vévoda Beaufort-Spontin)
- panství Alpen v Kolínském kurfiřtství (hrabě Bentheim-Steinfurt)
- panství Bedbur v Kolínském kurfiřtství (starohrabě Salm-Reifferschedeidt-Bedbur)
- hrabství Geleen a Amstenrade v Limburském vévodství (hrabě Marchant d'Ansenbourg)
- knížectví Steenhuis v Rakouském Nizozemí (hrabě d'Hane-Steenhuis, rovněž kníže ze Steenhuis)
- hrabství Turnhout v Rakouském Nizozemí (hrabě de Pestre van Seneffe en Turnhout)
- vévodství Havré v Rakouském Nizozemí (vévoda z Croÿ-Havré)
- knížectví Chimay v Rakouském Nizozemí (říšský kníže Henin-Lietard)
- panství Hackenbroich a  Alfter v Kolínském kurfiřtství (starohrabě Salm-Reifferscheidt-Dyck)
- knížectví Rache v Rakouském Nizozemí (kníže z rodu Berghes de Saint-Winock)
- statky knížete de Gavre v Rakouském Nizozemí (kníže de Gavre)
- markýzství Hoensbroech a  hrabství Geulle ve vévodství Limburg (říšský hrabě a markýz von und zu Hoensbroech)
- panství Satzvey v Kolínském kurfiřtství (svobodný pán von und zu Gymnich)
- panství Schönau-Richterich v Kolínském kurfiřtství (šlechtic von Broich)
- paláce v Mohuči (hrabě Stadion-Thannhausen a hrabě Stadion-Warthausen)
- hrabství Rochefort v Lucembursku a v Lutyšském knížecím biskupství (kníže Stolberg-Gedern a hrabě Stolberg-Wernigerode)
- poštovní regál na levém břehu Rýna (kníže Thurn-Taxis)
- celní poplatky na Rýně a Maase (král pruský)
- plavební porýnské clo (kníže Hohenlohe-Bartenstein a kníže Hohenlohe-Schilingfürst)

### Říšské majetky, práva a příjmy zabrané Švýcarskem
- většina pozemků knížecího biskupství Chur ve Švýcarsku (volený kníže-biskup)
- vrchnostenská práva a status okněžněného opatství kláštera Muri (volený kníže-opat)
- komenda St. Johann v Basileji (kníže-velkopřevor Řádu maltézských rytířů)
- komendy Řádu německých rytířů Basilej a Kronweisenburg (zemský komtur v Altshausenu)
- dům Mittler-Grisberg v Thurgau (říšské opatství Zwiefalten)

### Říšské majetky, práva a příjmy zabrané Batávskou republikou
- baronie Boxtel (kníže Salm-Kyrburg)
- panství (feudální práva) Lynden (kněžna-abatyše z Eltenu)
- panství (feudální práva) Batenburg (hrabě Bentheim-Steinfurt)
- hrabství Bergh v Republice spojených nizozemských provincií (kníže Hohenzollern-Sigmaringen)
- panství Gedringeen,  Wisch, Pannerden a další v Republice spojených nizozemských provincií (Dtto.)

### Majetky, práva a příjmy říšských i neříšských vlastníků, ležící mimo území říše a zabrané Francií
- dědičný úřad místodržitele Spojených nizozemských provincií a rozsáhlé pozemky tamtéž (princ oranžsko-nasavský etc.)
- šlechtická panství ve Francii (kurfiřt falcko-bavorský)
- okněžněné proboštství Weißenburg, říšský kníže-personalista (volený kníže-probošt, nyní v personální unii s biskupstvím Špýr)
- panství Rodemachern ve francouzském jižním Lucembursku (markrabě bádenský)
- panství a kondominium Oberbronn ve francouzském Alsasku (společně hraběnka von Löwenhaupt* a princ Hohenlohe-Bartenstein)
- panství Niederbronn v Alsasku (lankrabě hesensko-darmstadtský)
- hrabství Horburg v Alsasku (vévoda württemberský)
- Vévodství Croÿ ve francouzské Pikardii (vévoda Croÿ-Solrë)
- knížectví Solrë ve francouzském Artois (Dtto.)
- hrabství Faquenbergues ve francouzském Artois (kníže de Ligne)
- knížectví Arches a  Charleville ve Francii (vévoda d'Ursel)
- vévodství Wailly ve francouzské Pikardii (vévoda z Croÿ-Havré)
- hrabství Horburg/Horbourg, panství Reichenweiher/Riquenwihr a další drobná panství v Alsasku a Franche-Comté (vévoda württemberský)
- panství Blamont, Héricourt, Clémont, Grange, Clerval, Passavant, Franquemont, Châtelot, přidružená k okněžněnému hrabství Württemberg-Montbéliard (Mömpelgard), ale od roku se nacházela 1748 pod francouzskou svrchovaností (Dtto.)
- okněžněné opatství Andlau
- okněžněné opatství Remiremont
- okněžněné opatství Murbach
- okněžněné opatství Lure
- statky německého johanitského velkopřevorství ve Francii (volený kníže-velkopřevor řádu Johanitů)
  -  francouzské komendy Sulz, Mühlhausen a Friesen (Dtto.) - město Mylhúzy před válkou (do roku 1798) součástí Švýcarska
- zemské komturství (bailiva) Řádu německých rytířů v Dolním Alsasku (bailiva byla bezprostřední ve Švábsku, ale závislá v Alsasku a Burgundsku) V jeho rámci:
- komendy Štrasburk, Rouffach, Kaysersberg, Andlau a Mylhúzy Řádu německých rytířů (zemský komtur v Altshausenu)
- majetky knížecího biskupství Štrasburg ve Francii, biskupův francouzský knížecí titul (volený kníže-biskup)
- diecézní svrchovanost ve francouzském Horním Alsasku a Sundgau, řada lenních panství a fojtství Sennheim tamtéž (knížecí biskupství Basilej)
- hrabství/panství Egmont v Nizozemí (hrabě z rodu Pignatelli, rovněž vévoda z Bissacia)
- pozemky v Nizozemí (starohrabě Salm-Reifferscheid-Bedbur)
- hrabství Mörchingen ve francouzském Lotrinsku (kníže Salm-Salm)
- kondominátní panství Diemeringen ve francouzském Lotrinsku (knížata Salm-Salm a Salm-Kyrburg, hrabě Salm-Grumbach)
- palác Hôtel de Salm v Paříži (kníže Salm-Kyrburg)
- hrabství Rappoltstein a  Lützelstein, ve francouzském Alsasku (kurfiřt falcko-bavorský)
- ves Bezheim ve falckém hrabství Rappoltstein (kníže-biskup basilejský)
- panství Schaesberg v Republice spojených nizozemských provincií, resp. v její části Limburska (hrabě Schaesberg)
- knížectví Robecq (Robecque) ve francouzském Artois (hrabě de Montmorency-Tancarville, rovněž kníže de Robecq etc.)
- vévodství Dillingen ve francouzském Alsasku (hrabě z Ottweileru, rovněž princ nasavský, vévoda z Dillingenu etc.)